# Andreas Christen (Fussballspieler)
Andreas Christen (* 29. August 1989 in Vaduz) ist ein ehemaliger liechtensteinischer Fussballspieler.

## Karriere

### Verein
In seiner Jugend spielte Christen für den FC Triesen. Seine erste Station im Herrenbereich war der Schweizer Verein FC Landquart, dem er sich 2006 anschloss. 2008 wechselte er zum USV Eschen-Mauren, wo er Stammspieler wurde. In der Saison 2011/12 spielte er in der Hinrunde erneut für den FC Triesen, bevor er in der Winterpause zum FC Balzers weiterzog. 2016 kehrte er zum USV Eschen-Mauren zurück, bei dem er nach einer Spielzeit in der ersten Mannschaft 2017 in die zweite Mannschaft wechselte. 2018 beendete er seine Karriere. 

### Nationalmannschaft
Christen gab sein Länderspieldebüt für die A-Nationalmannschaft am 29. März 2011 gegen Tschechien im Rahmen der Qualifikation zur Europameisterschaft 2012, als er in der 81. Minute für Wolfgang Kieber eingewechselt wurde.

## Privates
Er ist der jüngere Bruder von Mathias Christen.